# Melges 20
Melges 20 è una classe velica da regata progettata da Reichel/Pugh per Melges Performance Sailbot, entrata in commercio nel 2008.
Lo scafo è lungo 6 m, con un baglio massimo di 2,13 m, per un peso di 450 kg. Dispone di una randa con un grande allunamento e di fiocco avvolgibile. Il bompresso è estraibile.